# Coll de Ganyada
El Coll, o Collet, de Ganyada és una collada situada a 1.867,3 metres d'altitud del límit dels termes comunals dels Angles i de Formiguera, tots dos a la comarca del Capcir, de la Catalunya del Nord. Està situat a l'extrem nord del terme dels Angles, i a la zona de l'extrem sud-oest del de Formiguera, al costat de la Jaça de Ganyada, a prop al nord-oest de les restes de l'església de Santa Maria de Vallsera.